# Rumchalpa
Rumchalpa je samota v katastrálním území Kumburského Újezdu, části Nové Paky. Nachází se u silnice I/16 směrem na Jičín, u zatopeného lomu Rumchalpa. Okolo protéká potok Studénka.

## Historie
Kdy se název Rumchalpa poprvé objevuje, není známo, snad tomu bylo již v 16. století, kdy došlo k vystavění stavení. Patrně v 17. století se zde mělo pálit dřevěné uhlí. Zda už v té době byl lom v provozu, není známo, nicméně někdy v této době pravděpodobně došlo k jeho zprovoznění. V provozu byl do počátku 19. století, od roku 1976 slouží k rekreačnímu a technickému potápění. Samota je pak využívána místním dive centrem.

## Název
Název samoty je odvozen ze dvou slov – rum a chalpa. Rum je staré označení pro odpadky či úlomky, které zde zbyly buď po pálení milířů, či po těžbě kamene. Část chalpa je zase východočeský výraz pro stavení (chalupu).

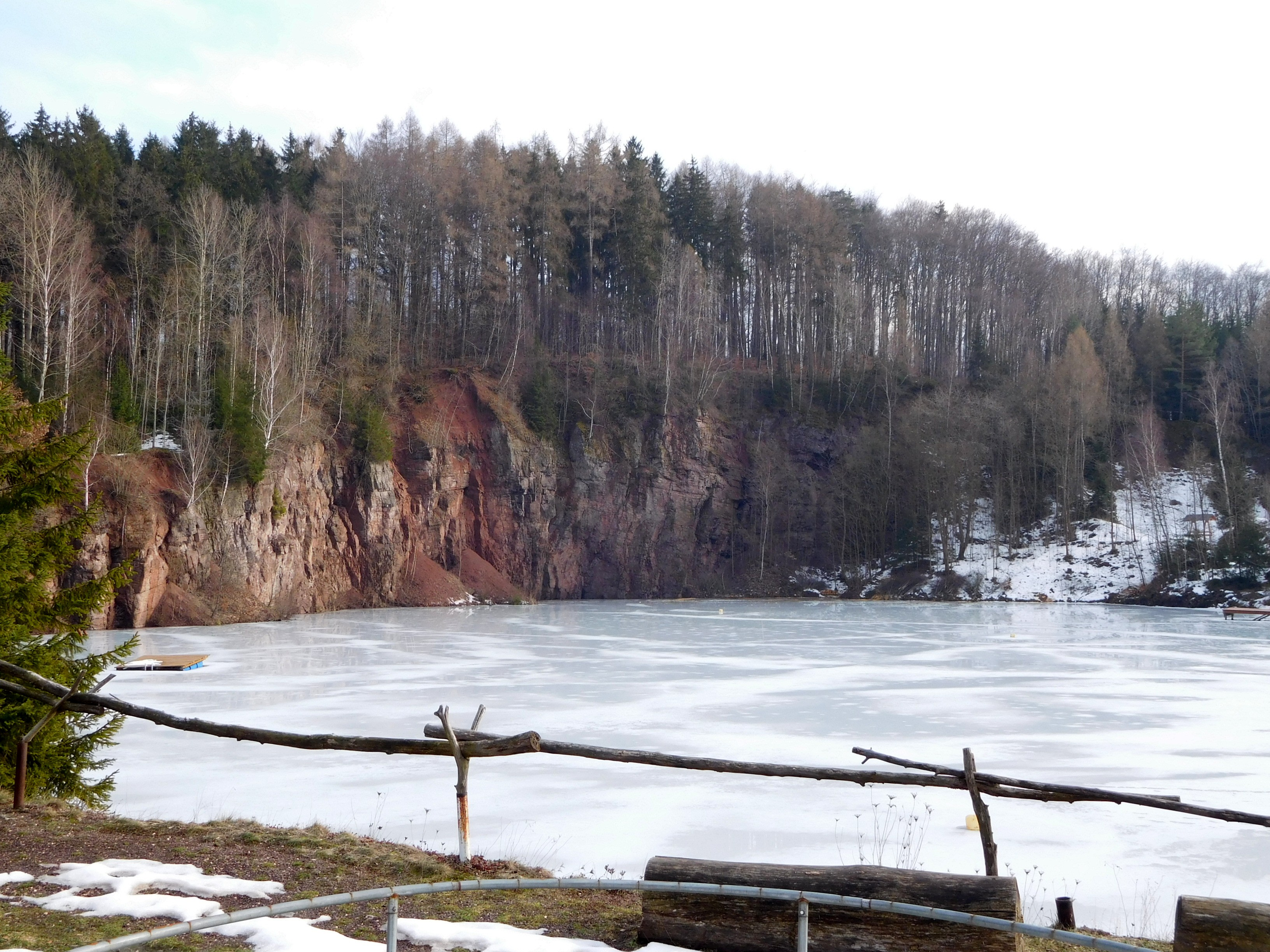
Zatopený lom Rumchalpa

## Lom Rumchalpa
Zda mělo zprovoznění lomu nějakou souvislost s těžbou a sběrem opálů v okolí Dolského potoka, není dnes již známo. Přímo v lomu se ovšem netěžily, tam se dobýval stavební kámen. Nicméně v okolních lesích jsou dodnes patrné pozůstatky po asi 2 metry hlubokých jámách, které zbyly po dobývání opálů. Dnes je zatopený lom pro svoji čistotu a průzračnou vodu vyhledávaný cílem potápěčů.